# Кошевое (Полтавская область)
Кошевое (укр. Кошове) — село,
Великообуховский сельский совет,
Миргородский район,
Полтавская область,
Украина.
Код КОАТУУ — 5323280702. Население по данным 1982 года составляло 10 человек.
В Центральном Государственном Историческом Архиве Украины в городе Киеве есть документы православной церкви за 1786-1820 год села Обуховки к которой Кошевое приписанно
Село находилось на берегу небольшого болота, примыкало к селу Зирка. Ликвидировано в 2003 году.